# Parco nazionale di Connemara
Il parco nazionale di Connemara è un'area naturale protetta  dell'Irlanda occidentale caratterizzata da montagne suggestive, distese di torbiere, praterie e boschi. Alcune delle montagne del parco fanno parte della catena montuosa delle Dodici Cime.

## Storia
Il parco è stato istituito e aperto al pubblico nel 1980. La maggior parte del territorio del parco apparteneva alla tenuta dell'abbazia di Kylemore e all'istituto industriale di Letterfrack, mentre i territori rimanenti appartenevano a privati.

## Clima
La vicinanza all'oceano Atlantico e l'effetto della corrente del Golfo favoriscono un clima mite e umido.

## Geografia
Il parco si estende su una superficie di 2.957 acri all'interno della suggestiva regione del Connemara, e la sua forma allungata tocca a nord-ovest il comune di Letterfrack e si estende in direzione sud-est fino alle colline di Benbaun, Bencullagh, Benbrack e Muckanacht, che fanno parte della catena delle Dodici Cime, in gaelico Beana Beola.

## Flora e fauna

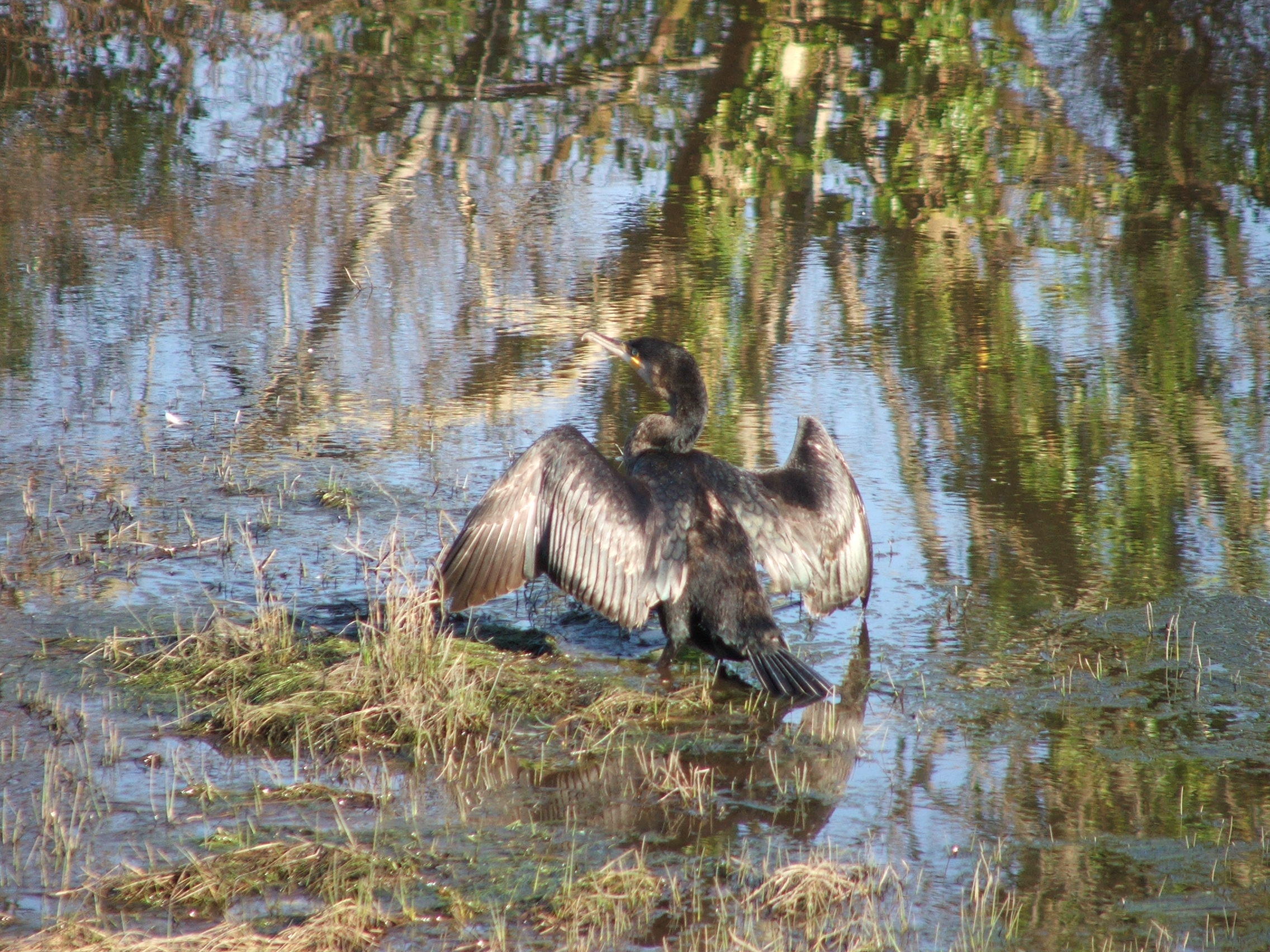

La vegetazione presente è per lo più formata da piante a basso fusto. Buona parte del parco è coperto da erba di brughiera, che ne determina il colore per la maggior parte dell'anno. Vi si trovano, tra gli altri, alcuni tipi di piante carnivore che attraggono gli insetti e li catturano per trarne sostanze nutrienti. I sentieri ad ovest, verso la parte bassa del parco, sono contornati di ginestre, una delle piante più popolari lungo la costa atlantica dell'intera Irlanda.
Le paludi e le torbiere sono ricche di diverse specie di rane, allodole, fringuelli, pettirossi, scriccioli, gheppi, falchi, falchetti e altri tipi di uccelli. Sono stati inoltre reintrodotti dei cervi rossi e dei pony di pura razza Connemara.

## Sentieri
All'interno del parco sono stati tracciati quattro sentieri: il primo, il sentiero naturale del bosco di Hellis, è un anello di 500 metri che attraversa il bosco nei pressi dell'ingresso del parco.  Il secondo, denominato sentiero naturale Sruffaunboy, è lungo 1 chilometro e mezzo e attraversa la parte bassa del parco. Il terzo, il sentiero basso della collina Diamond, è lungo 3 chilometri e attraversa le torbiere che si adagiano sul lato ovest del Monte Diamond. Il quarto sentiero, detto sentiero alto della collina di Diamond, è un prolungamento del terzo: la partenza è infatti situata in una diramazione posta pressappoco a metà del sentiero basso della collina Diamond, prolungandone il percorso di 3,7 chilometri. Quest'ultimo sale fino in cima alla collina Diamond.

## Galleria d'immagini

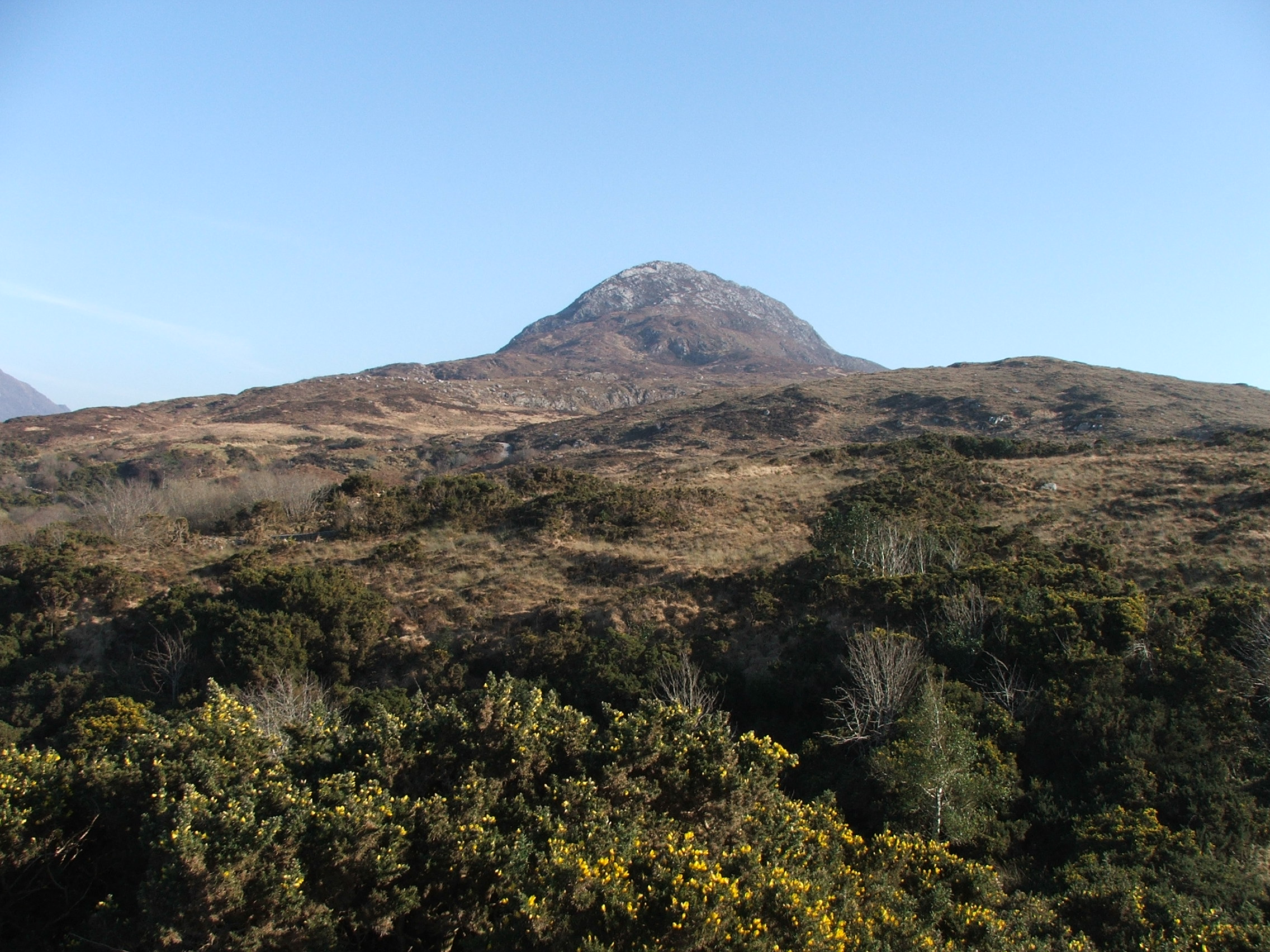
La collina Diamond vista dall'ingresso del parco
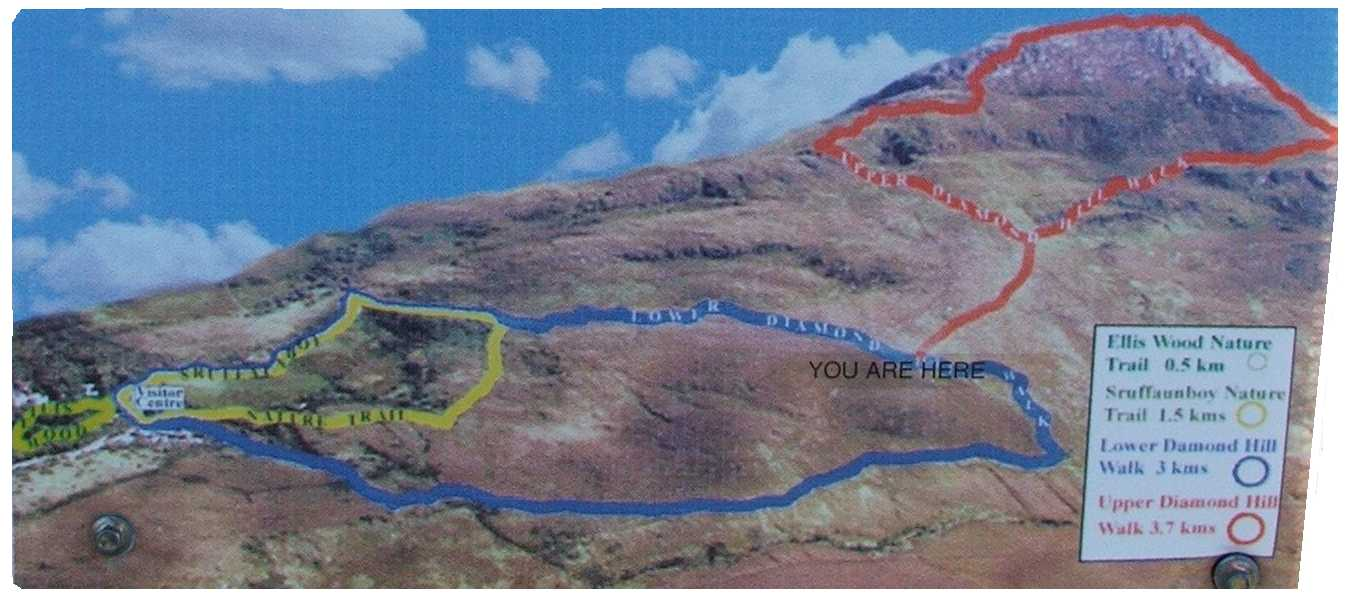
cartello che mostra i sentieri all'interno del parco
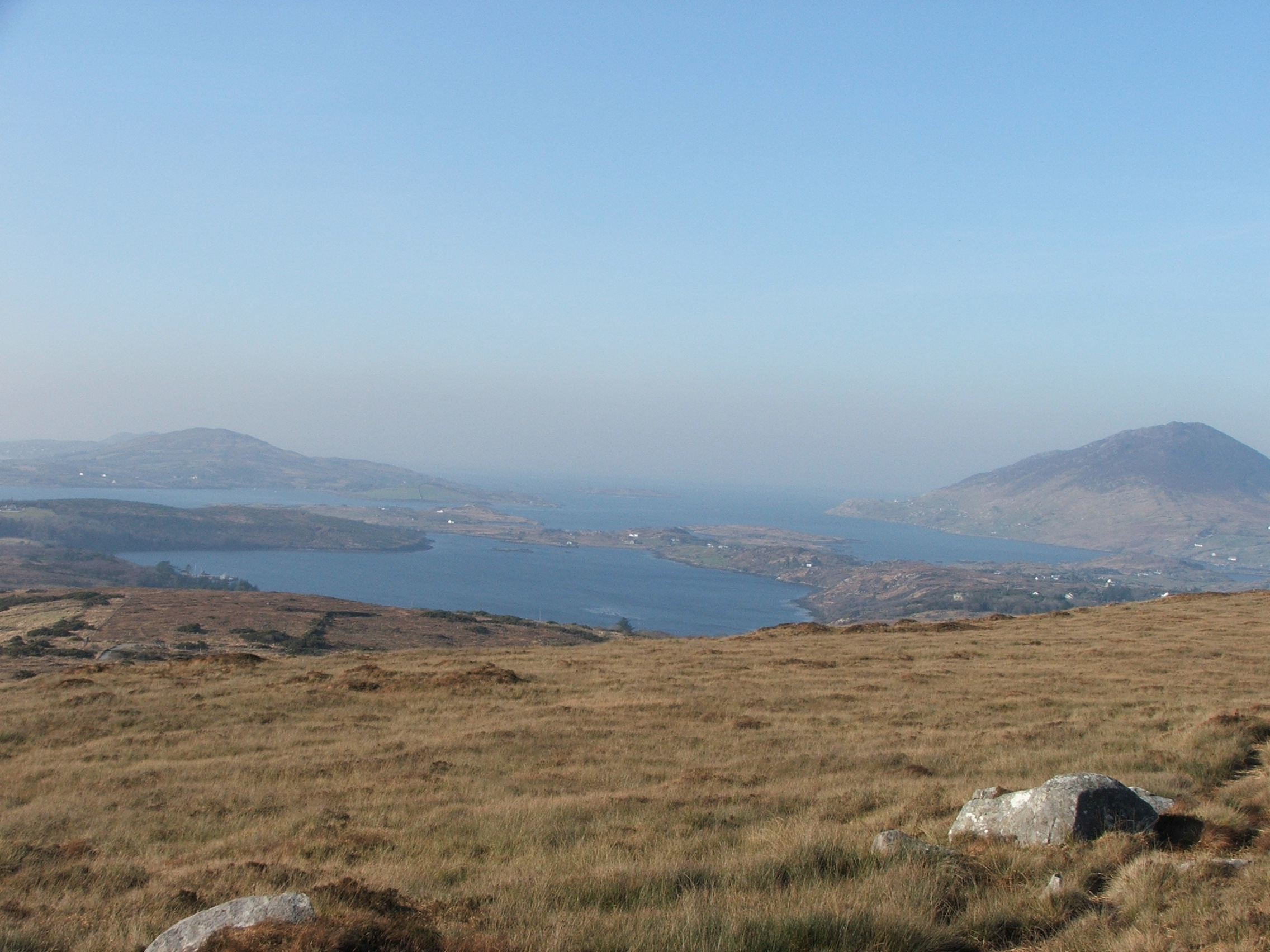
Panorama lungo il sentiero basso della collina Diamond
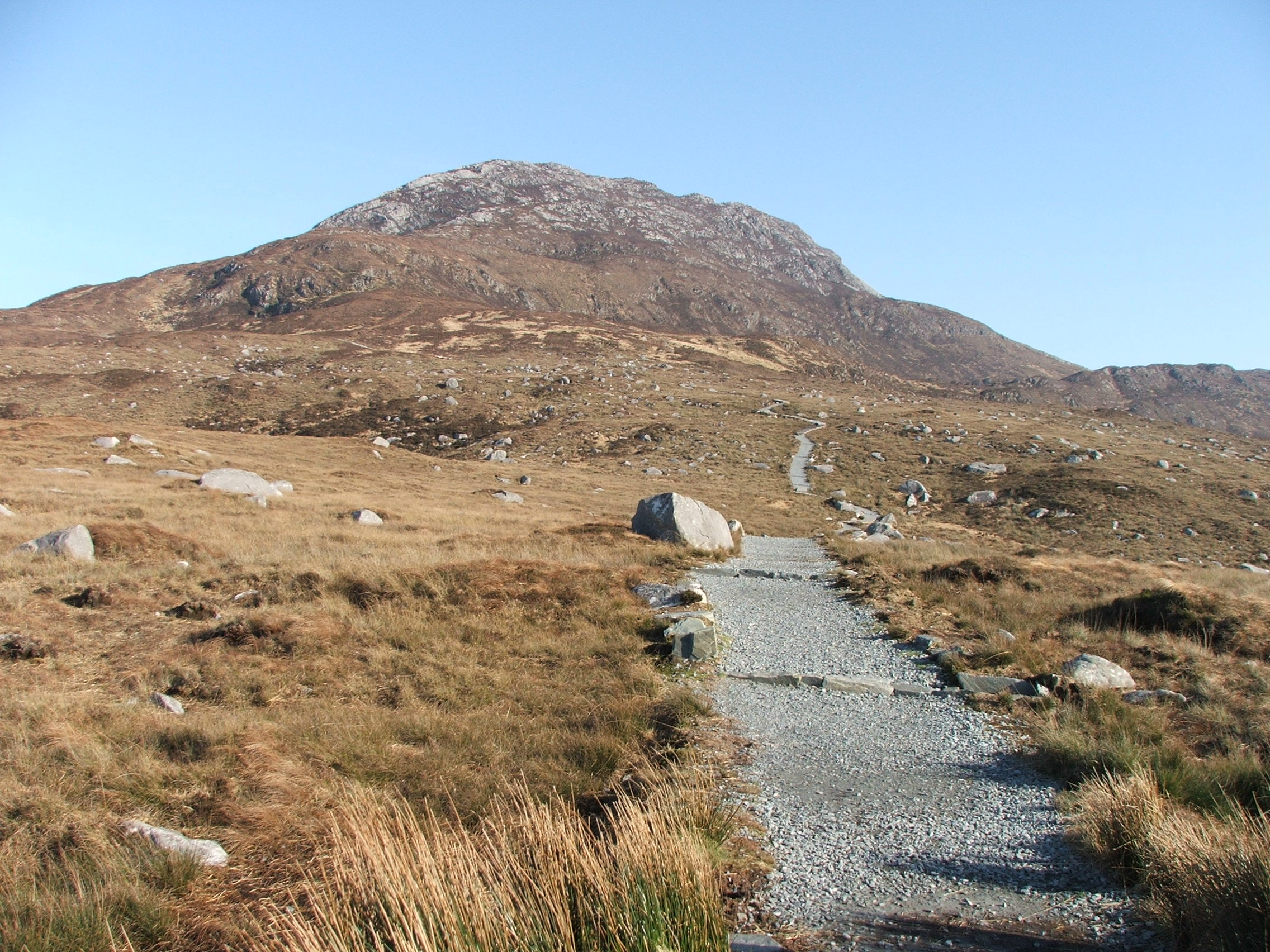
La diramazione del sentiero alto della collina Diamond

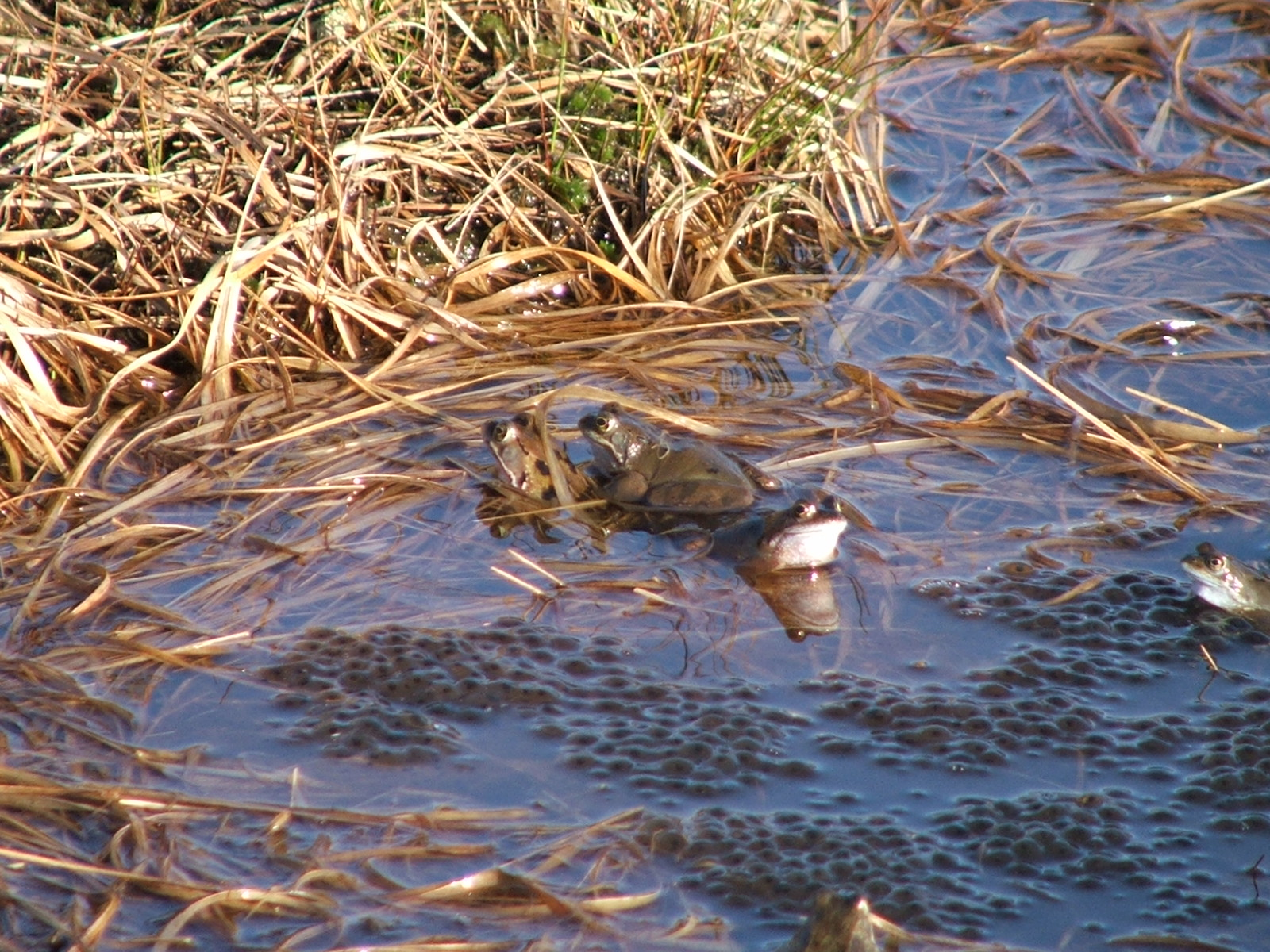
Rane delle paludi
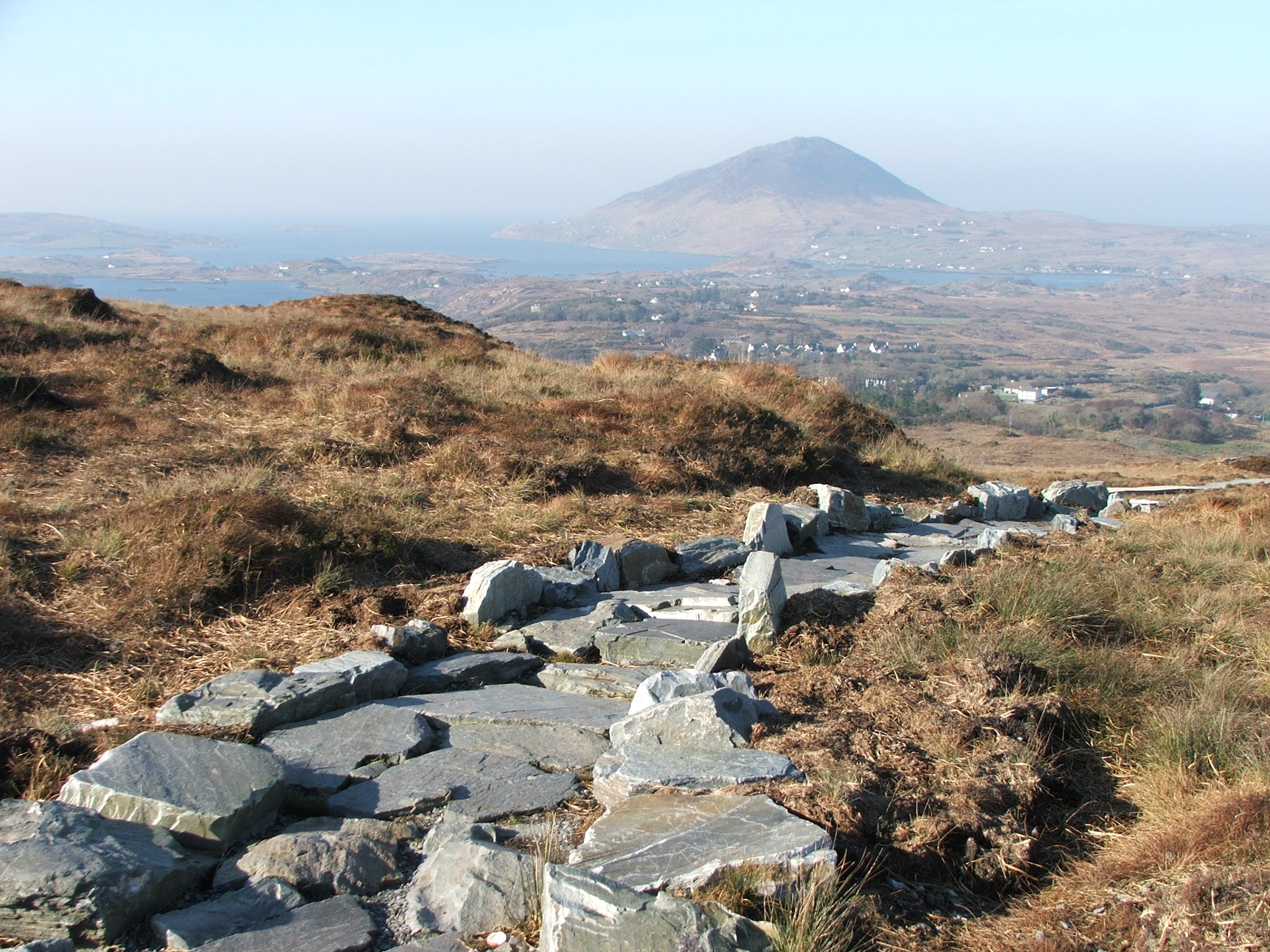
Sentiero nella torba
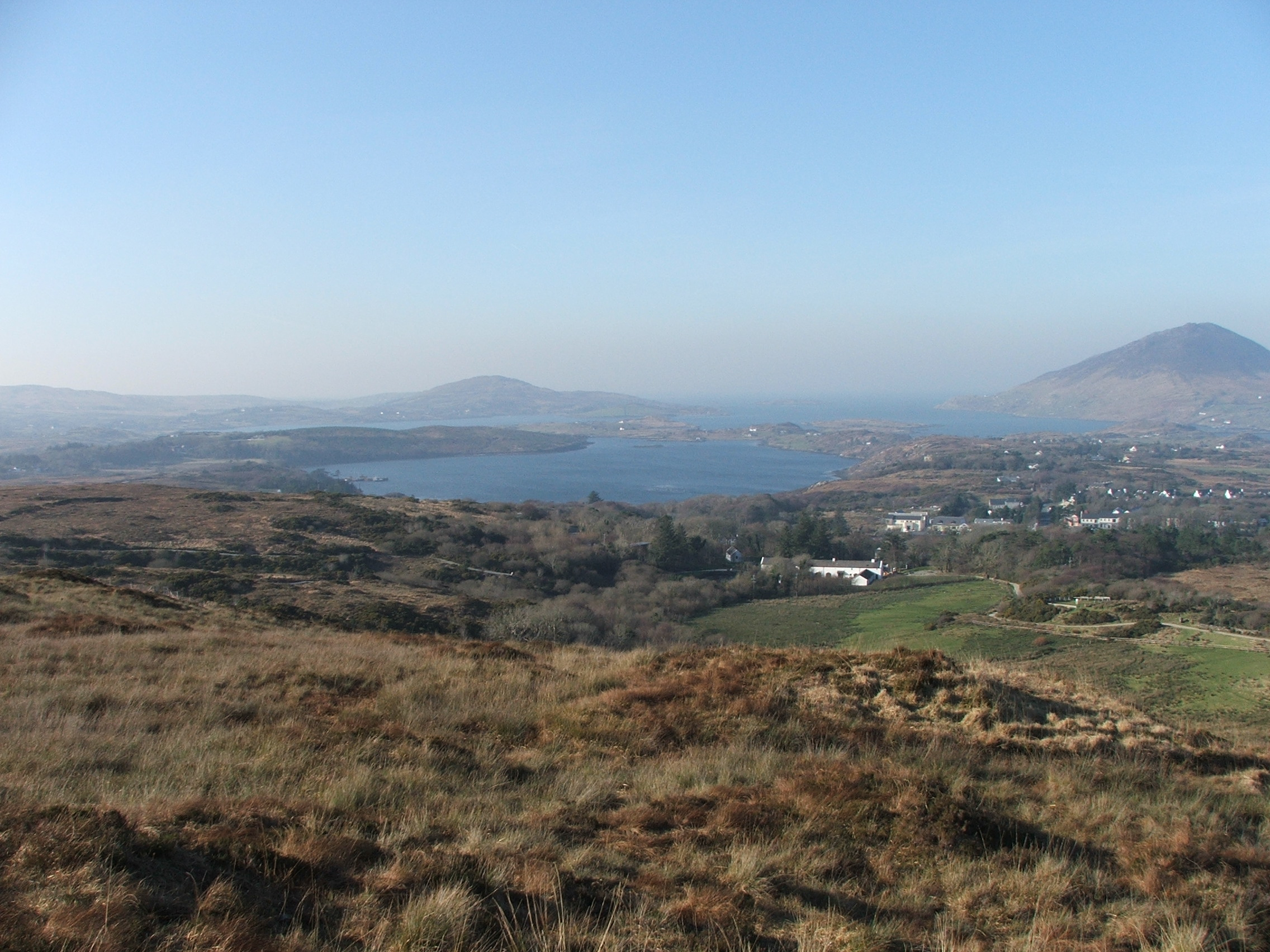
Panorama dalle torbiere della collina Diamond
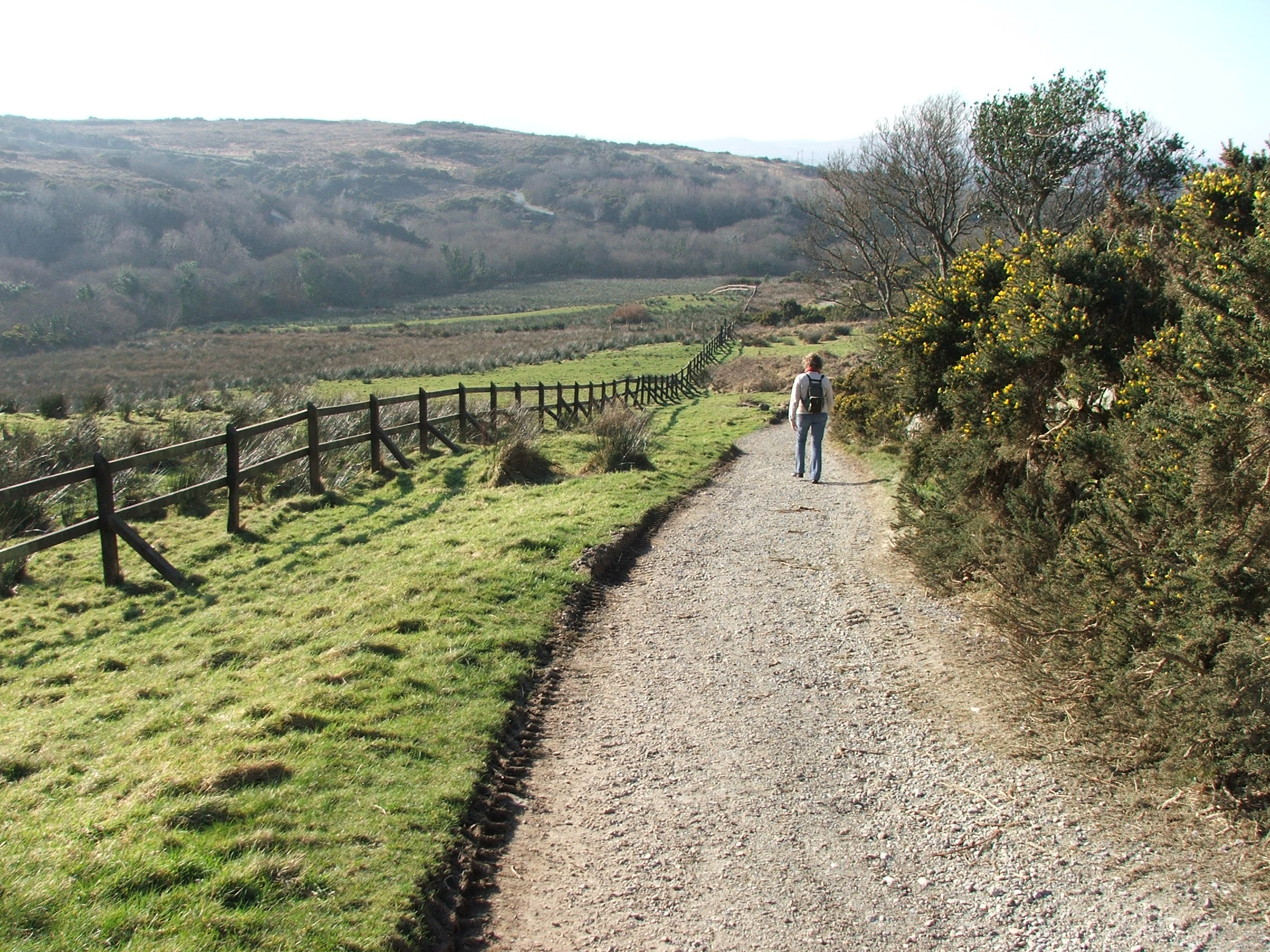
Il sentiero naturale Sruffaunboy